# 権頭雄太朗
権頭 雄太朗（ごんどう ゆうたろう）は日本で活動するミュージカル俳優である。熊本県熊本市出身。劇団四季所属。2009年に劇団四季研究所入所。その後、2010年にライオン・キングで初舞台を踏む。

## 主な出演作品
- ライオン・キング（2010年～ アンサンブル）
- 春のめざめ（2010年～ アンサンブル）
- ウィキッド（2011年～ アンサンブル）
- リトル・マーメイド（2013年～ アンサンブル ※日本公演オリジナルキャスト）
- 魔法をすてたマジョリン（2015年 ダビッド役）
- 人間になりたがった猫（2015年 アンサンブル）
- エルコスの祈り（2015年～ ジョン役）
- 王様の耳はロバの耳（2017年～ 床屋役）
- 夢から醒めた夢（2021年～ エンジェル役）
- はじまりの樹の神話（2021年〜 スキッパー役）